# Gelbhorn

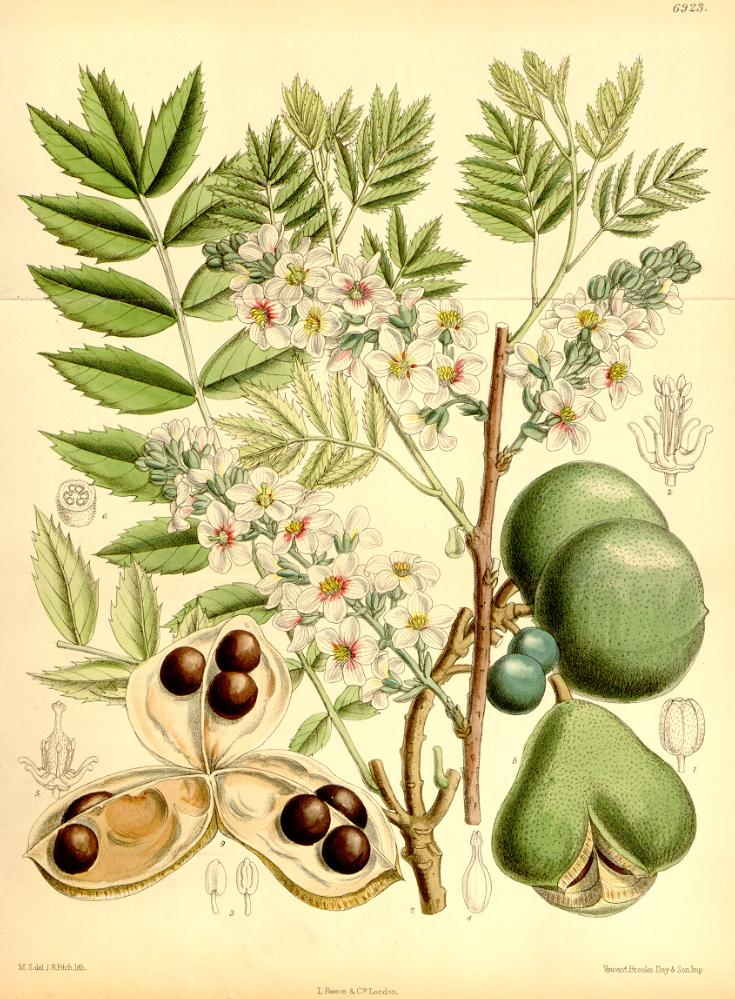
Illustration

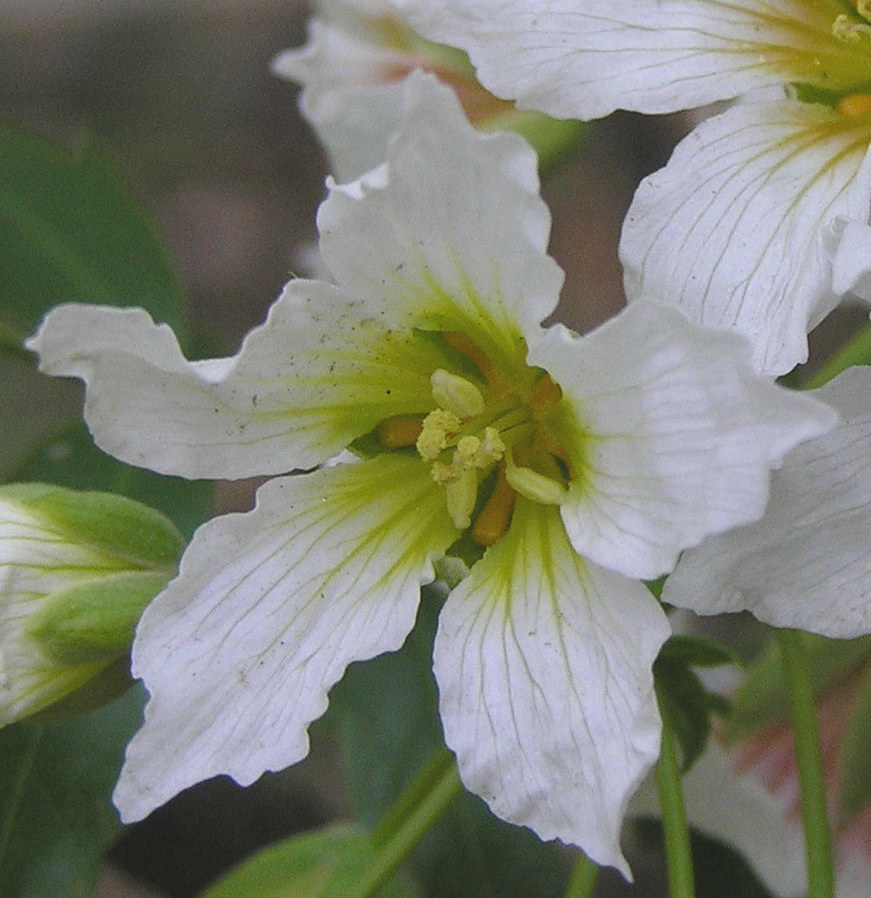
Blüte

Gelbhorn (Xanthoceras sorbifolium) ist die einzige Pflanzenart der monotypischen Gattung Xanthoceras und der Unterfamilie Xanthoceroideae innerhalb der Familie der Seifenbaumgewächse (Sapindaceae).

## Verbreitung
Das Gelbhorn stammt aus dem nördlichen China; Fundorte befinden sich in den Provinzen Gansu, Hebei, Henan, Liaoning, Innere Mongolei, Ningxia, Shaanxi und Shandong. Es soll auch Fundorte in Korea geben. Dort herrscht gemäßigtes Klima.
In Mitteleuropa war das Gelbhorn lange Zeit sehr selten gepflanzt worden; mittlerweile wird es jedoch auch von Baumschulen vertrieben.

## Beschreibung

### Vegetative Merkmale
In seiner Heimat wächst das Gelbhorn als laubabwerfender und trockenheitsresistenter Baum oder Strauch und erreicht Wuchshöhen von 2 bis zu 7,5 Metern. In Mitteleuropa ist es zwar winterhart, wächst allerdings meist nur strauchförmig.
Die gestielten und wechselständigen Laubblätter sind 15 bis 30 cm lang und unpaarig gefiedert. Die bis zu 17–19 sitzenden, eiförmigen bis schmal-eilanzettlichen oder lanzettlichen Fiederblättchen sind im vorderen Teil grob spitziggesägt. Sie sind bis 5–6 Zentimeter lang und spitz. Das Endblättchen ist manchmal dreilappig.

### Generative Merkmale
Zur Blütezeit von Mai bis Juni erscheinen die 12 bis 20 Zentimeter langen traubigen und end- oder achselständigen Blütenstände. Es gibt männliche und funktional weibliche Blüten an einer Pflanze; sie ist also falsch polygam. Die männlichen stehen in den achselständigen Blütenständen oder in den gemischten, längeren endständigen. Die funktional weiblichen Blüten erscheinen nur in den endständigen Blütenständen. Die gestielten, funktional eingeschlechtlichen Blüten sind fünfzählig mit doppelter Blütenhülle. Die Tragblätter sind relativ groß. Die radiärsymmetrische und weiße Blüte mit anfänglich gelbem, später orangem bis zuletzt rotem Zentrum ist knapp 3–4 Zentimeter groß. Die grünen, bis 7 Millimeter langen Kelchblätter sie filzig behaart. Die bis 2 Zentimeter langen, prominent geaderten Kronblätter sind (schmal) verkehrt-eiförmig und kurz genagelt.
In jeder männlichen Blüte gibt es 8 relativ kurze, bis 1,5 Zentimeter lange Staubblätter. In den funktional weiblichen Blüten sind Staminodien mit Antheroden ausgebildet und drei Fruchtblätter sind zu einem oberständigen, feinhaarigen und kantigen Fruchtknoten mit relativ kurzem Griffel und lappiger Narbe verwachsen. In jeder der drei Fruchtknotenkammern sind in zwei Reihen sieben bis acht Samenanlagen vorhanden. In den männlichen Blüten ist der Fruchtknoten oft komplett reduziert. Es ist jeweils ein Diskus mit längeren, hornartigen Auswüchsen vorhanden; daher der Trivialname „Gelbhorn“.
Im Herbst reifen die 4 bis 6 cm großen, dunkelbraunen, mehrsamigen, ledrigen, mehr oder weniger dreiteiligen, holzig-ledrigen, dickschaligen, etwa rundlichen bis breit-eiförmigen Früchte, Kapselfrüchte heran. Sie öffnen sich lokulizidal mit drei dicken Klappen. Die mehr als 15, glatten, dunkelbraunen bis schwärzlichen und kastanienartigen, bis etwa 1,3–1,6 Zentimeter großen, kugeligen oder eiförmigen bis ellipsoiden, öfters ein- bis dreiseitig abgeflachten, harten Samen, mit größerem, beigen Hilum, sind essbar.
Die Chromosomenzahl beträgt 2n = 30.

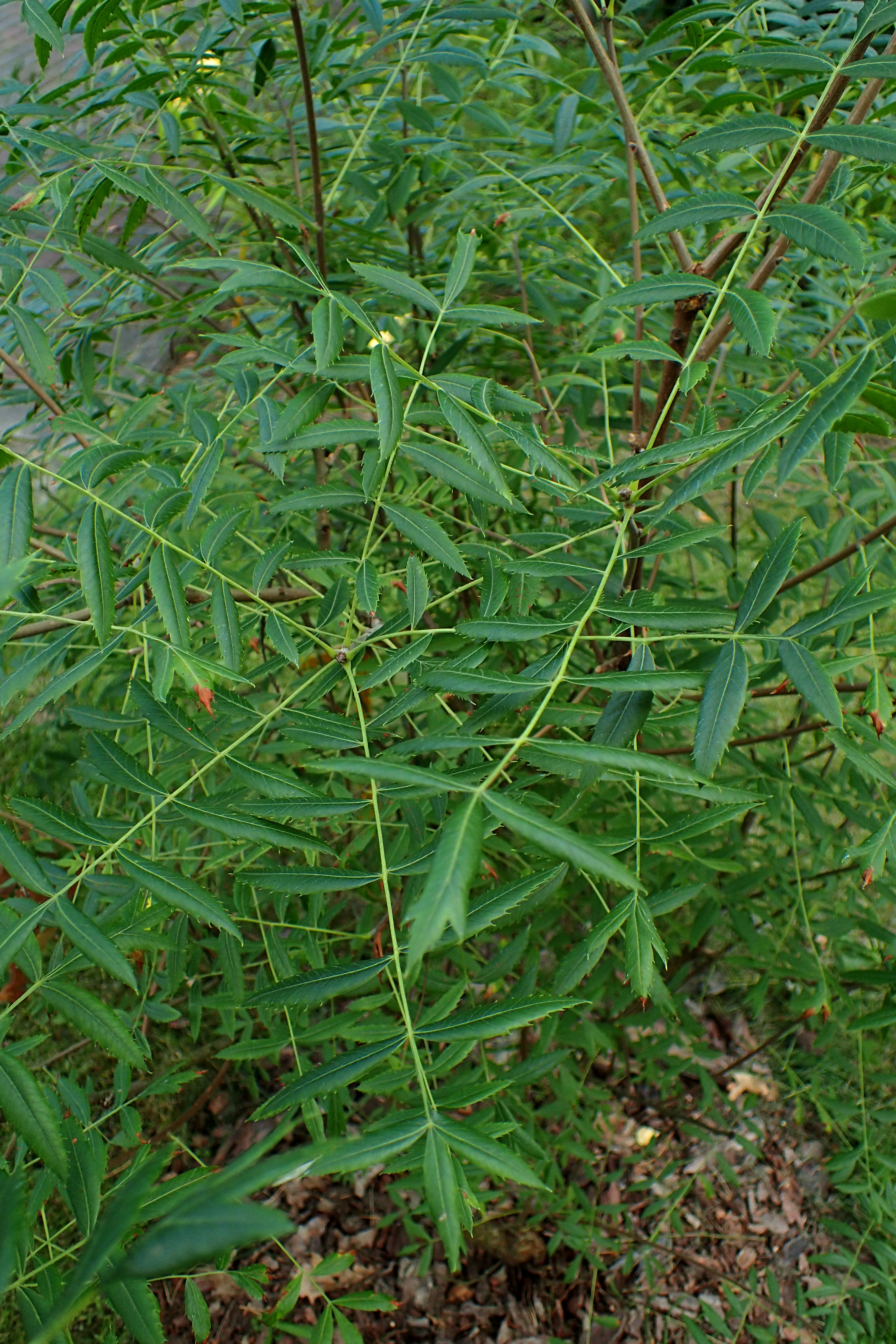
Blätter
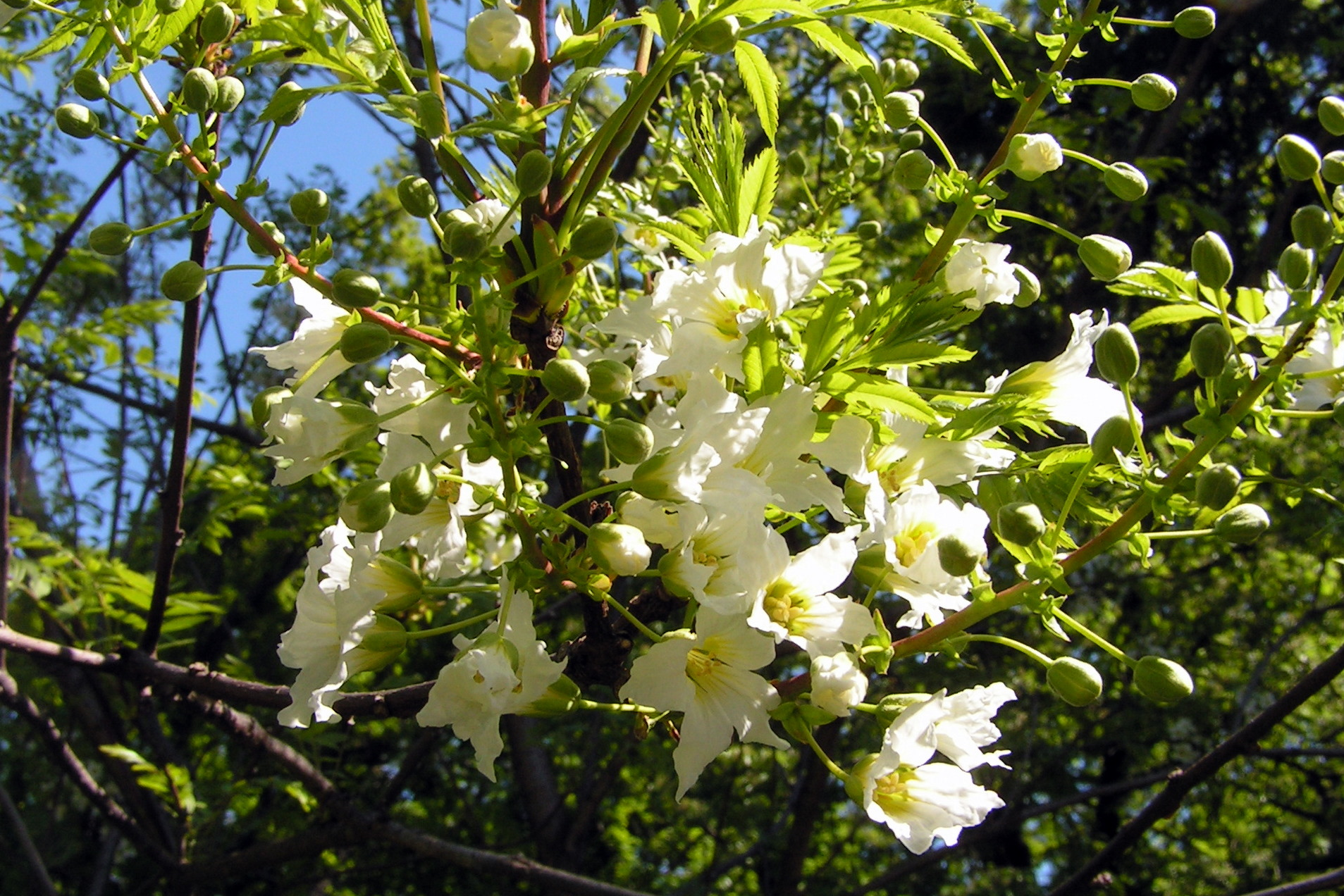
Blütenstand
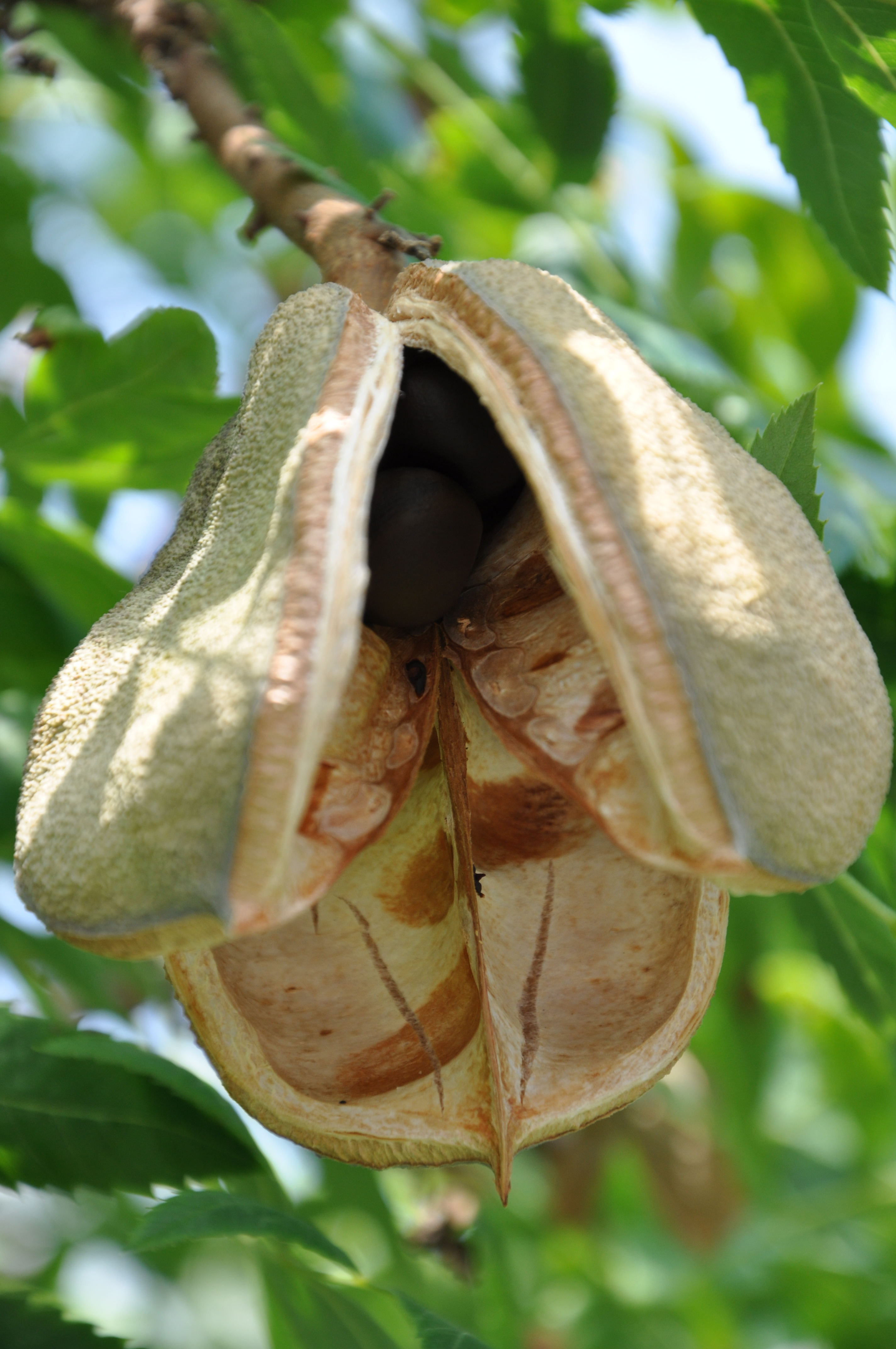
Frucht
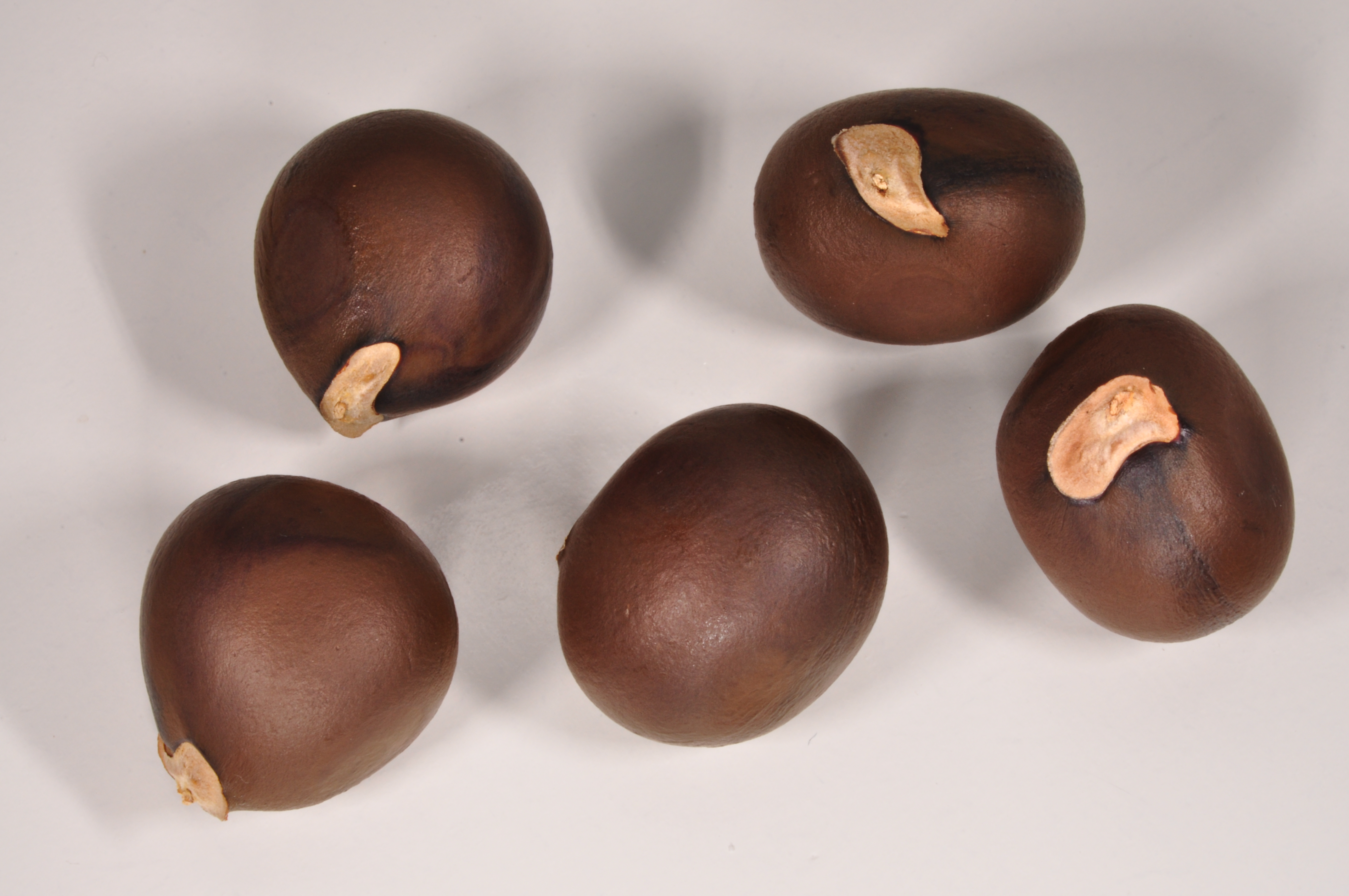
Samen

## Systematik
Das Gelbhorn (Xanthoceras sorbifolium) und die Gattung Xanthoceras wurden 1833 von Alexander von Bunge in Enumeratio Plantarum, quas in China Boreali Collegit, Seite 11 erstbeschrieben. Das Epitheton sorbifolium bedeutet; mit Blättern wie bei Sorbus.